# Lasiopetalum oldfieldii
Lasiopetalum oldfieldii är en malvaväxtart som beskrevs av Ferdinand von Mueller. Lasiopetalum oldfieldii ingår i släktet Lasiopetalum och familjen malvaväxter. Inga underarter finns listade i Catalogue of Life.